# Voznesenivka
Voznesenivka (em ucraniano:  Вознесенівка, em russo:  Вознесеновка) é uma cidade da Ucrânia, situada no Oblast de Luhansk. Tem 6,91 km² de área e sua população em 2020 foi estimada em 15.485 habitantes.